# Joseph Poeck

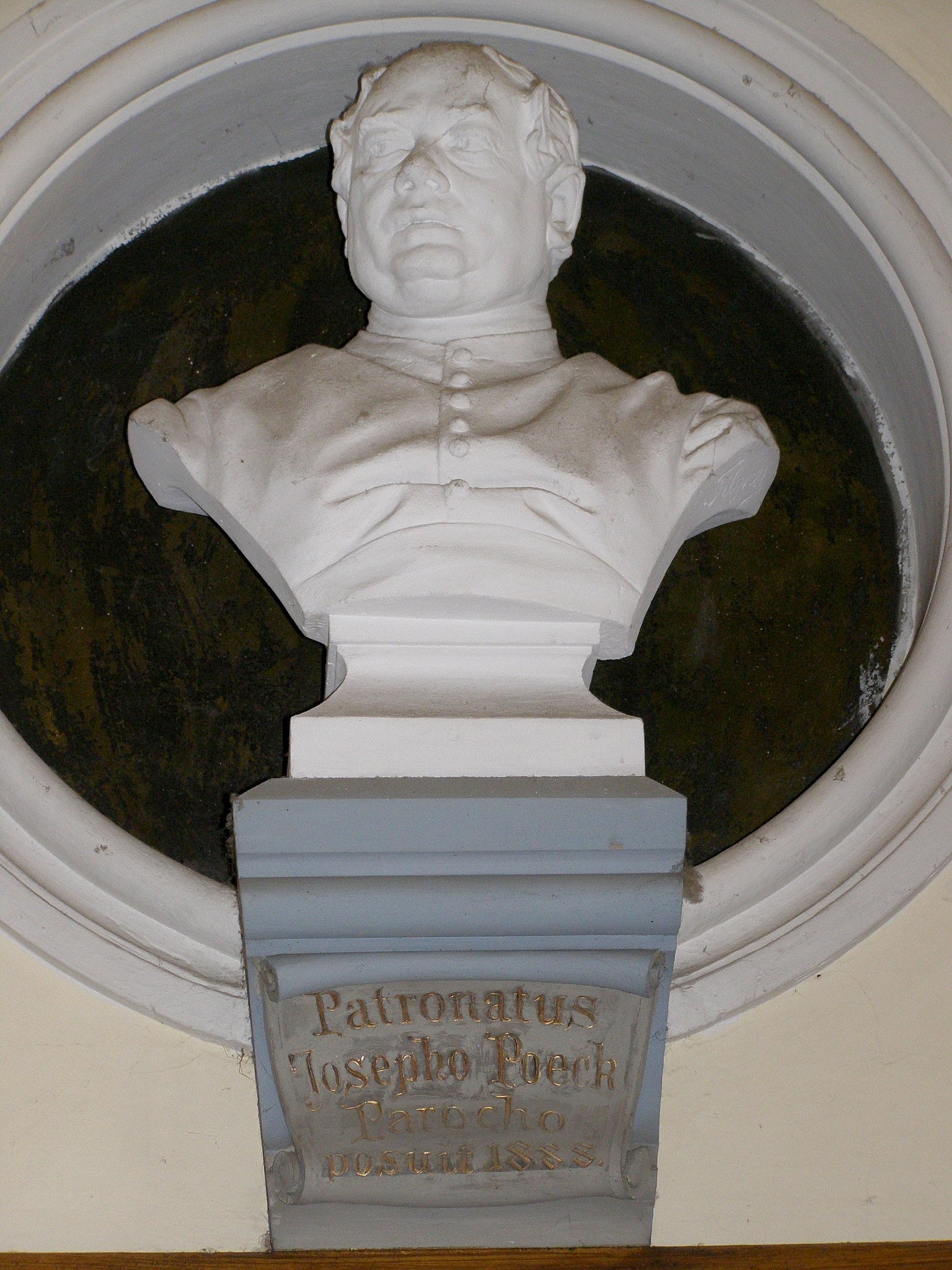
Joseph Poeck (Büste im Vorraum der Kirche)

Joseph Poeck (* 18. Juni 1823 in Tyrnau, Königreich Ungarn; † 22. April 1895 in Preßburg, Österreich-Ungarn) war ein katholischer Priester und Initiator des Baues der Blumenthaler Kirche zu Preßburg.

## Leben
Joseph Poeck gilt als der bedeutendste katholische Pfarrer im Preßburger Stadtteil Blumenthal. Der Bau der dritten Blumenthaler Kirche kann als sein Lebenswerk bezeichnet werden.
Poeck wurde als Sohn eines Gärtners geboren; In Tyrnau absolvierte er auch sein Theologiestudium. Zum Priester geweiht wurde am 15. Januar 1847 in Großschützen, wo er anschließend auch als Kaplan tätig war.
Anfang 1857 kam Poeck nach Preßburg und hier wurde er am 6. Februar 1857 zum Gemeindepfarrer in der Preßburger Blumenthaler Kirche berufen. In Preßburg wirkte Poeck 32 Jahre lang, bis er am 1. März 1889 in den wohlverdienten Ruhestand ging.
Joseph Poeck ist im Jahre 1888 zum Preßburger Kanoniker ernannt worden und starb am 22. April 1895 in Preßburg. Seine sterblichen Überreste ruhen auf dem Andreas-Friedhof zu Preßburg.
Als Hauptinitiator des Baues der dritten Blumenthaler Kirche, erwarb er sich bleibende Verdienste. Jahrelang sammelte er Spenden und warb unermüdlich für den Bau der Kirche. Er war sich auch nicht zu schade, um Spenden für den Kirchenbau in Kaffeehäusern, sowie bei den Preßburger Heurigen zu sammeln.
Im Jahre 1885 erfüllte sich sein Traum. Der erste Spatenstich für die dritte Blumenthaler Kirche wurde am 20. April von Titular-Bischof und Preßburger Stadtpfarrer Karl Heiller durchgeführt.
Zahlreiche Spender beteiligten sich an den Baukosten. Das mittlere Fenster im Presbyterium – eine „Assunta“ (Mariä Himmelfahrt) – wurde von Pfarrer Poeck persönlich gestiftet. Die feierliche Konsekration nahm am 28. Oktober 1888, nach dreijähriger Bauzeit, der Erzbischof von Gran und Fürstprimas von Ungarn, János Kardinal Simor vor.
Der Bildhauer Viktor Tilgner widmete dem Gedenken Poecks eine Büste, die auch heute noch auf der rechten Seite der Vorhalle der Blumenthaler Kirche zu sehen ist.
Poeck war ein sehr pflichtbewusster Seelsorger und förderte die Wallfahrt seiner Gemeindeglieder. Zu deren geistlichen Erbauung schrieb er Wallfahrtslieder zum Gebrauche der frommen Pilger aus Blumenthal nach den Gnadenorten der seligsten Jungfrau Maria, das im Jahre 1861 in Preßburg auch im Druck erschien.